# 알브레히트 1세 (독일)
알브레히트 1세(독일어: Albrecht I., 1255년 7월 ~ 1308년 5월 1일)는 독일의 국왕(로마왕, 재위: 1298년 7월 27일 ~ 1308년 5월 1일)이자 오스트리아 공작, 슈타이어마르크 공작(재위: 1282년 12월 27일 ~ 1308년 5월 1일)으로 합스부르크가 출신이다.

## 생애
라인펠덴에서 루돌프 1세의 장남으로 태어났다. 1282년 12월 오스트리아 대공, 슈타이어마르크 대공으로 즉위했으며 1283년 라인펠덴 조약에 따라 오스트리아의 단일 통치자가 되었다.
1291년 루돌프 1세가 사망한 이후에는 아돌프 폰 나사우와 왕위를 놓고 경쟁을 벌였지만 패배하고 만다. 1298년 7월 2일 보름스 근교에 위치한 괼하임에서 일어난 전투에서 아돌프 폰 나사우를 물리쳤고 1298년 8월 24일에 아헨 대성당에서 대관식을 치르면서 독일의 국왕으로 즉위했다.
1299년에는 프랑스의 필리프 4세 국왕과 조약을 체결했다. 이 조약에 따라 알브레히트 1세의 아들인 루돌프 1세는 필리프 4세의 딸인 블랑슈(Blanche)와 결혼하게 된다. 라인 선제후와 교황 보니파시오 8세는 한동안 그의 아들에 대한 독일의 왕위 계승을 인정하지 않았지만 1303년 알브레히트가 교황의 명령에 복종하고 교황의 동의 없이 독일의 왕위 계승을 하지 않겠다고 서약하면서 그의 왕위를 인정했다. 한편 합스부르크 가의 지배에 대한 불안감에 시달리고 있던 스위스에서는 빌헬름 텔 전설이 등장하게 된다.
1306년 보헤미아의 바츨라프 3세 국왕이 사망하면서 그의 장남인 루돌프 1세가 보헤미아의 국왕으로 즉위했지만 1307년 7월 보헤미아에서 일어난 전투 도중에 사망하고 만다. 1308년 5월 1일 슈바벤에서 일어난 반란을 진압하던 도중에 빈디쉬에서 자신의 조카였던 요한 파리키다에 의해 암살당했다.